# Криштоф Нечковський
Кшиштоф Нечковський (українізовані: Криштоф Нечковський, Христофор Нетьковський; роки народження та смерті невідомі) — польський та український військовик та військовий діяч. Козацький полковник, Гетьман Запорозького війська в 1596—1597 рр.
Призначений польським урядом для організації охорони південних кордонів від турецько-татарської агресії після розгрому козацько-селянського повстання Северина Наливайка. Усунений за симпатії до низових козаків.
Походив з дрібної шляхти, що належала до шляхетського гербу "Кос III".